# Senatsverwaltung für Mobilität, Verkehr, Klimaschutz und Umwelt
Die Berliner Senatsverwaltung für Mobilität, Verkehr, Klimaschutz und Umwelt (kurz: SenMVKU) ist eine von zehn Fachverwaltungen des Berliner Senats im Range eines Landesministeriums und als solche Teil der Landesregierung sowie zuständige oberste Landesbehörde für die Umwelt-, Verkehrs- und Klimaschutzpolitik im deutschen Bundesland Berlin.

## Geschichte
Im ersten Magistrat von Berlin nach dem Zweiten Weltkrieg war der Bereich „Verkehr“ durch einen „Stadtrat für Städtischen Verkehr“ ausgefüllt, später war für dieses Ressort die Senatsverwaltung für Verkehr und Betriebe zuständig. Die Verkehrspolitik war in den folgenden Jahrzehnten verschiedenen Senatsverwaltungen zugeordnet, so von 1967 bis 1975 und von 1976 bis 1979 der Senatsverwaltung für Bau- und Wohnungswesen und von 1979 bis 1985 der Senatsverwaltung für Wirtschaft. 
Der Bereich „Umweltschutz“ wurde erstmals 1971 in der Senatsverwaltung für Gesundheit und Umweltschutz explizit behandelt und lag ab 1981 in der Verantwortung der Senatsverwaltung für Stadtentwicklung und Umweltschutz. 1999 wurde das Ressort „Verkehr“ in diese Senatsverwaltung eingegliedert, wobei die Senatsverwaltung für Stadtentwicklung entstand. Der Bereich „Umwelt“ war von 2006 bis 2011 noch einmal der Gesundheitsverwaltung zugeordnet.
Die SenMVKU wurde 2016 vom Senat Müller II unter dem Namen Senatsverwaltung für Umwelt, Verkehr und Klimaschutz im Zuge der Aufspaltung der Senatsverwaltung für Stadtentwicklung und Umwelt ins Leben gerufen. Im Jahr 2021 wurden der Senatsverwaltung für Umwelt, Verkehr und Klimaschutz der Bereich Verbraucherschutz zugeordnet und der Name in Senatsverwaltung für Umwelt, Mobilität, Verbraucher- und Klimaschutz geändert. Im Jahr 2023 wechselte der Bereich Verbraucherschutz zur Senatsverwaltung für Justiz und Verbraucherschutz.
Senatorin ist seit dem 23. Mai 2024 Ute Bonde (CDU).
Sie wird durch die Staatssekretäre Britta Behrendt und Arne Herz (beide CDU) unterstützt. Die umgangssprachliche Bezeichnung für das Amt des Behördenleiters lautet „Verkehrssenator“.

## Aufgaben und Organisation
Die Senatsverwaltung ist für Fragen des Umwelt- und Klimaschutzes sowie für Verkehrspolitik zuständig und gliedert sich in sechs Hauptabteilungen sowie die zwei Querschnittsabteilungen ‚Grundsatz‘ und ‚Zentrales‘ (Stand: 2023).

### Abteilung Z
Die Abteilung Z (Zentrales) zeichnet als sogenannte Querschnittsabteilung für Personal, Finanzen, Organisation, E-Government, Revision und Korruptionsbekämpfung und Öffentlichkeitsarbeit verantwortlich.

### Abteilung G
Die Abteilung G (Grundsatz) zeichnet als sogenannte Querschnittsabteilung für Recht, internationale und EU-Angelegenheiten sowie für die Verbindung zum übrigen Senat und zum Abgeordnetenhaus verantwortlich.

### Abteilung I
Die Abteilung I ist zuständig für Umweltpolitik, Abfallwirtschaft, Straßenreinigung, umweltfreundliche Beschaffung und Immissionsschutz.

### Abteilung II
Die Abteilung II ist zuständig für integrativen Umweltschutz. Dies umfasst im Einzelnen die Kompetenz für die Atomaufsicht, die Strahlenmessstelle, Luftgütemessungen, Wasserwirtschaft, Wasserrecht, Geologie, Bodenschutz, Boden-, Altlasten- und Grundwassersanierung und für den Gewässerschutz.

### Abteilung III
Die Abteilung III ist zuständig für Naturschutz, Landschaftsplanung, Forstwesen, Freiraumplanung und Stadtgrün. Mittelfristig ist vorgesehen, die Abteilung mit dem bisherigen Sonderreferat für Klimaschutz in einer gemeinsamen Abteilung III zusammenzuführen.

### Abteilung IV
Die Abteilung IV ist zuständig für Verkehr. Dies umfasst im Einzelnen die Berliner Landeskompetenz für Grundsatzangelegenheiten der Verkehrspolitik, Verkehrsentwicklungsplanung, Planung und Gestaltung von Straßen und Plätzen, Radverkehr, Fußverkehr, ÖPNV, gewerblichen Straßenpersonenverkehr, Kreuzungsrecht, Straßenverkehrs- und Straßenrecht, Bundesfernstraßenrecht, die oberste Bußgeldbehörde, oberste Straßenbaubehörde, Schifffahrt und Häfen, Gefahrgut, Forschung zu Verkehrstechnologie, die oberste Luftfahrt- und Luftsicherheitsbehörde, Planfeststellungsverfahren bei Straße und Schiene sowie die Kompetenz für die technische Bahnaufsicht.

### Abteilung V
Die Abteilung V zeichnet für den Tiefbau verantwortlich. Sie ist im Einzelnen zuständig für das Objekt- und Projektmanagement beim Tiefbau, für Vergabe und Einkauf sowie für Finanzierung und Grundvermögen.

### Abteilung VI
Bei der Abteilung VI Verkehrsmanagement sind alle Stellen und Aktivitäten, die den fließenden Verkehr auf dem Berliner Hauptstraßennetz regeln, an einer zentralen Stelle für das Land Berlin gebündelt. Sie wurde zum 1. Januar 2020 errichtet und hat die Aufgaben der vormaligen nachgeordneten Behörde Verkehrslenkung Berlin (VLB) sowie der obersten Straßenverkehrsbehörde, die zuvor in der Abteilung IV angesiedelt war, übernommen.

### Nachgeordnete Einrichtungen und Aufsicht
Der Senatsverwaltung nachgeordnet sind folgende Einrichtungen:
- Berliner Forsten
- Pflanzenschutzamt Berlin[6]
- Fischereiamt Berlin[7]
- Gemeinsame Obere Luftfahrtbehörde Berlin-Brandenburg (LuBB; die Senatsverwaltung übt die Fachaufsicht gemeinsam mit dem Brandenburger Ministerium für Infrastruktur und Landesplanung aus, organisatorisch handelt es sich um eine Abteilung des Brandenburger Landesamtes für Bauen und Verkehr, die Dienstaufsicht obliegt dem Brandenburger Ministerium)[8]

Ferner ist der beratend tätige Landesbeauftragte für Naturschutz und Landschaftspflege als nicht weisungsgebundene Institution der Senatsverwaltung angegliedert.
Der Aufsicht der Senatsverwaltung unterstehen der Landesbetrieb Krematorium Berlin, die Körperschaften des öffentlichen Rechts Abwasserverband der Fahrgastschifffahrt von Berlin, Wasserverband Pfefferluchgraben und Spree-Havel-Verband sowie die Stiftung Naturschutz Berlin als Stiftung des öffentlichen Rechts.

## Sitz
Das Dienstgebäude befindet sich in der Straße Am Köllnischen Park 3 in der ehemaligen Verwaltungszentrale der Landesversicherungsanstalt (siehe Artikel Köllnischer Park).